# Dingane
Dingane kaSenzangakhona Zulu (cca 1795 – 1840) – běžně jmenovaný jako Dingane či Dingaan, byl zulský náčelník, jenž se stal roku 1828 králem Zuluského království. Jako své královské sídlo ustavil UmGungundlovu a jedno z početných vojenských tábořišť či kraalů v údolí Emakhosini jižně od řeky Bílé Umfolozi na svazích Lvího kopce (Singonyama).

## Vzestup k moci
Dingane se dostal k moci roku 1828 po zavraždění svého půlbratra Shaky s pomocí dalšího bratra, Umhlangany, a také Mbopa, Shakova rádce. Podle tradice se říká, že Shaku zabili kvůli nárůstu jeho brutálního chování po smrti jeho matky Nandi. Vražda se odehrála v dnešním Stangeru.

## Zmínky v beletrii
Novely Sira Henryho Ridere Haggarda Nada the Lily a Marie obsahují jisté verze vyprávění některých událostí z Dinganova života.